# V366 Возничего
V366 Возничего (лат. V366 Aurigae) — одиночная переменная звезда в созвездии Возничего на расстоянии (вычисленном из значения параллакса) приблизительно 5203 световых лет (около 1595 парсеков) от Солнца. Видимая звёздная величина звезды — от +14,9m до +13,9m.

## Характеристики
V366 Возничего — красная пульсирующая полуправильная переменная звезда (SR) спектрального класса M. Эффективная температура — около 3297 K.